# Sabá
Sabá est une municipalité du Honduras, située dans le département de Colón.
La municipalité de Sabá comprend 17 villages et 14 hameaux. Elle est fondée en 1959.

## Crédit d'auteurs
- (en)/(es) Cet article est partiellement ou en totalité issu des articles intitulés en anglais « Sabá » (voir la liste des auteurs) et en espagnol « Sabá » (voir la liste des auteurs).